# Otiorhynchini
Los otiorinchinos (Otiorhynchini) son una tribu de insectos coleópteros curculiónidos pertenecientes a la subfamilia Entiminae.

## Géneros
- Agronus - Calyptops - Catergus - Cirrorhynchus - Dodecastichus - Epitimetes - Homodus - Hygrochus - Kocheriana - Lepydnus - Limatogaster - Meiranella - Neotournieria - Otiorhynchus - Parameira - Parotiorhynchus - Pavesiella - Phaeocharis - Pseudocratopus - Rhynchotious - Sciobius - Sciopithes - Solariola - Tylotus - †Otiorhynchites - †Otiorrhynchites